# Victor Omorodion
Victor Omorodion (* 6. Mai 2001 in Elmshorn, Deutschland) ist ein deutsch-nigerianischer American-Football-Spieler, der auf der Strong-Safety-Position spielt. Er trägt die Nummer 7. Neben seinen Fähigkeiten, die Defensive-Back-Positionen zu spielen, ist er außerdem als Wide Receiver einsetzbar.
Zuletzt stand er bei den Hamburg Sea Devils in der European League of Football unter Vertrag.

## Werdegang
2016 begann Victor Omorodion seine Footballkarriere bei den Hamburg Rookie Devils, wobei er sofort überzeugen konnte und für die Hamburger Auswahlmannschaft (HAMJAM) nominiert wurde. Im Jahre 2018 wechselte er über das Gridiron Imports Programm von Björn Werner an die Rabun Gap-Nacooche Highschool in Georgia, USA. Hierbei spielte er drei Jahre lang sowohl als Wide Receiver als auch auf der Position des Defensive Backs. Durch seine persönlichen Leistungen schaffte er es in den letzten beiden Jahren in das All-Conference DB-Team. Nach seinem Highschool-Abschluss wechselte er nach Kalifornien zum College of the Canyons, wo er bis 2022 in der CCCAA als Safety auflief. Ab 2023 spielte Victor Omorodion wieder in seiner Heimatstadt Hamburg bei den Hamburg Sea Devils in der European League of Football. In der anschließenden Off-Season wurde er von den Sea Devils als Rookie of the Year ausgezeichnet. Nach dem siebten Spieltag 2024 verließ er aus persönlichen Gründen die Sea Devils.